# Гвоздев, Алексей Владимирович
Алексе́й Влади́мирович Гво́здев (род. 14 ноября 1943) — российский скрипач, заслуженный деятель искусств Российской Федерации (1996), доктор искусствоведения (2015), профессор (1996) кафедры струнных инструментов Новосибирской Государственной Консерватории (академии) им. М. И. Глинки, кавалер Ордена Дружбы (2006).
Окончил оркестровый факультет Московской Государственной Консерватории по классу скрипки профессора М. Б. Питкуса в 1970 г. и у него же аспирантуру в 1983 г.

## Педагогическая деятельность
Педагогическую деятельность А. В. Гвоздев начал в 1970 г. в только что открывшейся Средней специальной музыкальной школе при НГК им. М. И. Глинки в качестве преподавателя, с 1976 г. — в должности заведующего отделением. С 1977 г. А. Гвоздев работает в НГК, в 1994—1998 заведовал кафедрой струнных инструментов.
Как авторитетный педагог-методист А. Гвоздев возглавлял городскую секцию педагогов-скрипачей Новосибирска, выступает с мастер-классами в учебных заведениях России, Германии, Японии, Республики Корея. Он был членом жюри международных конкурсов юных скрипачей в Новосибирске (1995, 1998, 2001, 2004, 2007), «Скрипка Севера» в Якутске (1997, 2005), I Международного конкурса скрипачей в Лиссабоне (Португалия, 2004), ряда всероссийских конкурсов, возглавлял ежегодные городские конкурсы учащихся ДМШ Новосибирска.
Ученики Гвоздева участвовали в более чем 20 международных и отечественных конкурсах, в том числе таких престижных, как I и III Юношеские международные конкурсы им. П. И. Чайковского в Москве и Санкт-Петербурге, VI Международный конкурс юных скрипачей Нимана в Майнице (Германия), международные конкурсы юных скрипачей в Новосибирске, «Виртуозы XX века», "Юношеские ассамблеи искусств", им. С. П. Дягилева в Москве. А. Шонерт является обладателем премий им. Г. Малера и А. Дворжака, звания лауреатов завоевали В. Кузнецов, А. Базанова, А. Прушинский, Ким Со Юн, А. Ильина, Буй Конг Зюи, Е. Юдасин, Е. Белинская, Н. Ломейко, Л. Шахматова, А. Чупин, М. Стратонович и др., всего более 40 человек. Работа А. Гвоздева как педагога отмечена более чем 10 специальными дипломами. Некоторые ученики А. Гвоздева продолжили обучение и работу в Германии, Чехии, Австрии, Испании, Японии, США и других странах. И. Коновалов является концертмейстером Израильского симфонического оркестра под управлением Зубина Меты.
В 2008 году ученица А. В. Гвоздева Юлия Копылова заняла первое место (золотая медаль) в VII Молодёжных Дельфийских играх

## Научная деятельность
Научная деятельность А. Гвоздева связана со скрипичным искусством XIX века и проблемами скрипичной педагогики. Тема кандидатской диссертации — «Скрипичное творчество И. Брамса». Опубликованы монография «Изучение произведений крупной формы в старших классах ДМШ», учебное пособие «Основы исполнительской техники скрипача» и ряд статей. Тема докторской диссертации — «Многокомпонентная система исполнительской техники как основа интерпретаторского творчества скрипача».

## Исполнительская деятельность
Исполнительская деятельность А. Гвоздева проходила в симфоническом оркестре Новосибирской филармонии и в составе струнного квартета НГК, с которым он гастролировал в Германии и Португалии. Он выступал с сольными концертами в Москве и других городах России, Японии, Республики Корея, а также в качестве солиста с симфоническими и камерными оркестрами.
Удостоен Ордена Дружбы (2006 год).

## Источник
Новосибирская государственная консерватория — 50 лет: Энциклопедический словарь / Б. А. Шиндин (отв. ред.), Н. И. Головнева. — Новосибирск: Новосибирская государственная консерватория (академия) имени М. И. Глинки, 2006. — Т. 1. — С. 35. — 400 с. — ISBN 5-9294-0050-4.